# Ủy ban Pháp luật của Quốc hội (Việt Nam)
Ủy ban Pháp luật của Quốc hội là cơ quan cũ thảo luận, đóng góp ý kiến về các nội dung của dự thảo sửa đổi Luật, Hiến pháp, Pháp lệnh của Quốc hội.
Trong đợt cải cách hành chính ở Việt Nam 2024–2025, cơ quan này đã được sáp nhập với Ủy ban Tư pháp của Quốc hội để thành lập Ủy ban Pháp luật và Tư pháp của Quốc hội do Hoàng Thanh Tùng làm chủ nhiệm.

## Chức năng, nhiệm vụ
Thẩm tra dự kiến của Chính phủ về chương trình xây dựng luật, pháp lệnh, đề nghị của cơ quan khác, tổ chức, đại biểu Quốc hội về xây dựng luật, pháp lệnh, kiến nghị của đại biểu Quốc hội về luật, pháp lệnh;
Thẩm tra dự án luật, dự án pháp lệnh về dân sự, hành chính, về tổ chức bộ máy nhà nước, trừ tổ chức bộ máy của các cơ quan tư pháp; thẩm tra các dự án khác do Quốc hội, Uỷ ban thường vụ Quốc hội giao;
Bảo đảm tính hợp hiến, hợp pháp và tính thống nhất của hệ thống pháp luật đối với các dự án luật, dự án pháp lệnh trước khi trình Quốc hội, Uỷ ban thường vụ Quốc hội thông qua;
Chủ trì thẩm tra đề án về thành lập, bãi bỏ các bộ, cơ quan ngang bộ; thành lập mới, nhập, chia, điều chỉnh địa giới tỉnh, thành phố trực thuộc trung ương; thành lập hoặc giải thể đơn vị hành chính - kinh tế đặc biệt; báo cáo của Chính phủ về công tác giải quyết khiếu nại, tố cáo của công dân;
Giám sát việc thực hiện luật, nghị quyết của Quốc hội, pháp lệnh, nghị quyết của Uỷ ban thường vụ Quốc hội về dân sự, hành chính, về tổ chức bộ máy nhà nước, trừ tổ chức bộ máy của các cơ quan tư pháp; giám sát hoạt động của Chính phủ, các bộ, cơ quan ngang bộ thuộc lĩnh vực Uỷ ban phụ trách;
Giám sát văn bản quy phạm pháp luật của Chính phủ, Thủ tướng Chính phủ, Bộ trưởng, Thủ trưởng cơ quan ngang bộ, văn bản quy phạm pháp luật liên tịch giữa các cơ quan nhà nước có thẩm quyền ở trung ương hoặc giữa cơ quan nhà nước có thẩm quyền với cơ quan trung ương của tổ chức chính trị - xã hội thuộc lĩnh vực Uỷ ban phụ trách;
Kiến nghị các biện pháp cần thiết nhằm hoàn thiện bộ máy nhà nước và hệ thống pháp luật.

## Danh sách Ủy viên

### Khóa XV
- Chủ nhiệm:
  - Hoàng Thanh Tùng, Ủy viên Ủy ban Thường vụ Quốc hội Việt Nam
- Phó Chủ nhiệm:[3]
  1. Nguyễn Trường Giang - Phó Tổng Thư ký Quốc hội
  2. Ngô Trung Thành
  3. Trần Hồng Nguyên
  4. Nguyễn Thị Mai Phương
  5. Nguyễn Phương Thủy

### Khóa XIV
Khóa 14 Ủy ban Pháp luật có 43 thành viên:
1. Chủ nhiệm:
  - Hoàng Thanh Tùng, Ủy viên Ủy ban Thường vụ Quốc hội Việt Nam khóa 14 (từ 11/2019)[5]
  - Nguyễn Khắc Định, Ủy viên Ủy ban Thường vụ Quốc hội Việt Nam khóa 14 (tới 11/2019).
2. Phó Chủ nhiệm:
  - Trần Thị Dung
  - Trương Minh Hoàng
  - Phạm Trí Thức
  - Nguyễn Trường Giang

### Khóa XIII
- Chủ nhiệm:
  - Phan Trung Lý, Uỷ viên Uỷ ban Thường vụ Quốc hội, đại biểu Quốc hội tỉnh Nghệ An;
- Phó Chủ nhiệm chuyên trách:
  - Nguyễn Kim Hồng, đại biểu Quốc hội tỉnh Đồng Tháp;
  - Trần Đình Long, đại biểu Quốc hội tỉnh Đắk Nông;
  - Đặng Đình Luyến, đại biểu Quốc hội tỉnh Khánh Hòa;
  - Lê Minh Thông, đại biểu Quốc hội tỉnh Thanh Hóa;
  - Phạm Trí Thức, đại biểu Quốc hội tỉnh Thanh Hóa.
  - Nguyễn Doãn Khánh, đại biểu Quốc hội tỉnh Phú Thọ.

## Chủ nhiệm Ủy ban qua các thời kỳ
| Thứ tự | Họ tên           | Quốc hội khóa      | Ghi chú                       |
| ------ | ---------------- | ------------------ | ----------------------------- |
| 1      | Phan Trung Lý    | Quốc hội khóa XIII |                               |
| 2      | Nguyễn Khắc Định | Quốc hội khóa XIV  | tới ngày 22 tháng 11 năm 2019 |
| 3      | Hoàng Thanh Tùng | Quốc hội khóa XIV  | từ ngày 22 tháng 11 năm 2019  |
| 4      | Hoàng Thanh Tùng | Quốc hội khóa XV   |                               |